# Roy Williams (Basketballtrainer)

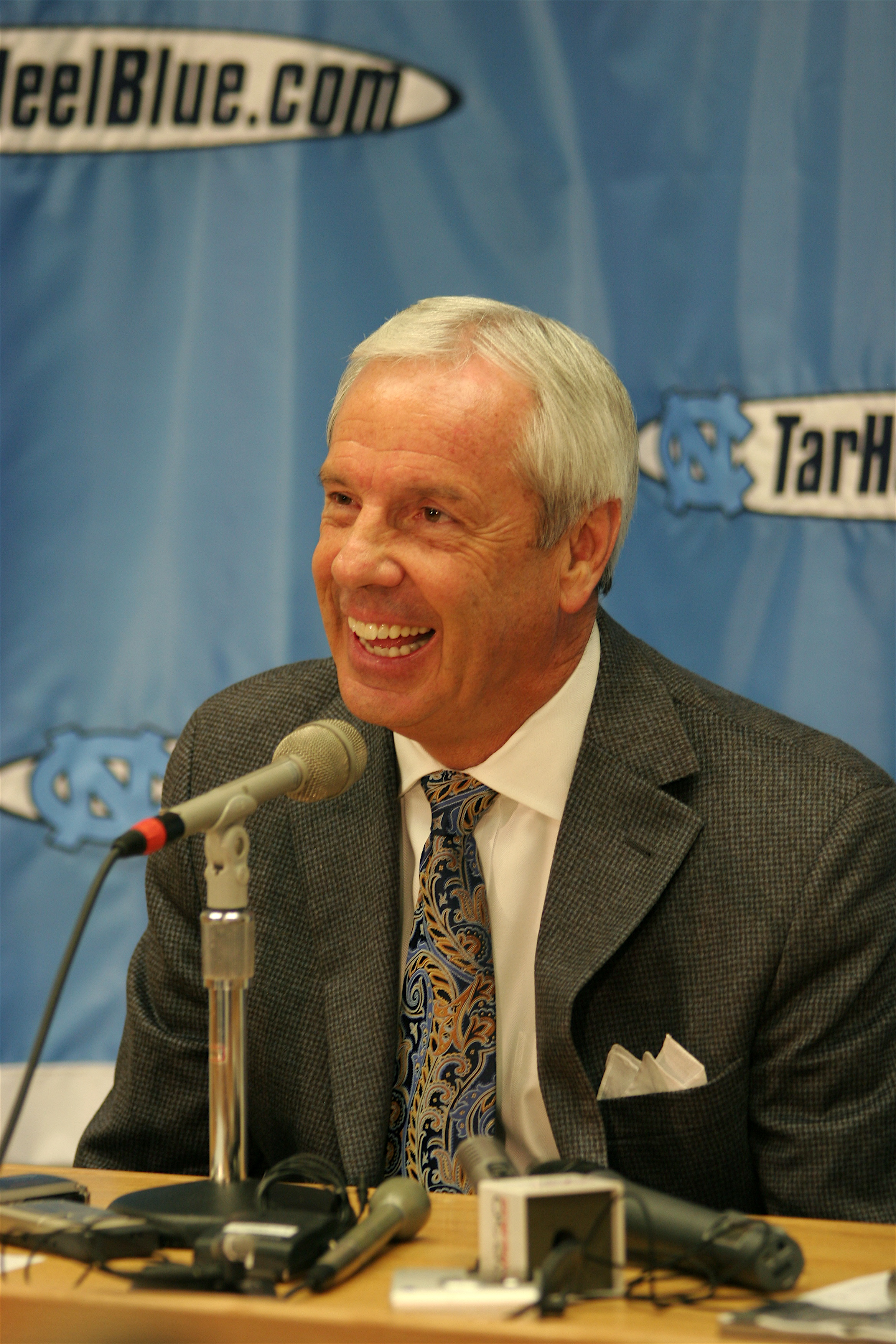
Roy Williams (2008)

Roy Allen Williams (* 1. August 1950 in Marion (North Carolina)) ist ein ehemaliger US-amerikanischer Basketballtrainer.
Von 1988 bis 2003 war er Cheftrainer der University of Kansas und von 2003 bis 2021 der University of North Carolina.

## Karriere
Williams wuchs in Asheville auf und war Schüler an der örtlichen T.C. Roberson High School. Ab 1968 war er Student an der University of North Carolina und dort in der Saison 1968/69 Basketballspieler. Mit Zustimmung von Trainer Dean Smith war Williams ab 1969 Zuschauer bei den Trainingseinheiten der Mannschaft, arbeitete bei den Heimspielen in der statistischen Erfassung des Geschehens sowie in der spielfreien Zeit in Trainingslagern mit. Williams schloss 1973 ein Lehramtsstudium ab.
Seine Trainerlaufbahn begann Williams 1973 an der Charles D. Owen High School in Black Mountain (US-Bundesstaat North Carolina), dort war er für die Sportarten Basketball und Golf zuständig.
1978 ging er an die University of North Carolina zurück und wurde als Assistenztrainer in Smiths Stab aufgenommen. Diese Tätigkeit übte er zehn Jahre aus und war am Gewinn des NCAA-Meistertitel 1982 beteiligt.
Am 8. Juli 1988 nahm Williams den Cheftrainerposten an der Universität von Kansas an, wurde dort Nachfolger von Larry Brown. Mit den Kansas Jayhawks erreichte Williams viermal das Final-Four-Turnier (1991, 1993, 2002 und 2003), gewann aber nie den NCAA-Meistertitel. 2003 stand er mit Kansas im Endspiel. Viermal ernannte man ihn zum Trainer des Jahres (1990, 1991, 1992 und 1997). Williams kam mit Kansas insgesamt auf 418 Siege und 101 Niederlagen.
Im April 2003 erhielt er die Legends-of-Coaching-Auszeichnung. Er wurde nach Dean Smith, Mike Krzyzewski, Lute Olson und Denny Crum der fünfte Preisträger.
Am 14. April 2003 wurde Williams Cheftrainer der University of North Carolina. Die Mannschaft führte er 2005, 2009 und 2017 zum Gewinn der NCAA-Meisterschaft. Am 15. Januar 2003 errang er seinen 400. Sieg und erreichte diese Marke als Viertschnellster in der NCAA-Geschichte (hinter Adolph Rupp, Clair Bee und Jerry Tarkanian). Am 2. April 2007 wurde Williams in die Naismith Memorial Basketball Hall of Fame aufgenommen. Williams gab am Ende der Saison 2020/21 das Ende seiner Trainerlaufbahn bekannt. North Carolina führte er als Cheftrainer zu 485 Siegen, 163 Spiele wurden verloren. Als erster Trainer in der NCAA gelangen ihm mit zwei verschiedenen Hochschulmannschaften mehr als 400 Siege.
Zu den namhaften Spielern, die Williams als Trainer betreute, gehören Paul Pierce, Raef LaFrentz, Drew Gooden, Nick Collison, Sean May, Tyler Hansbrough, Justin Jackson, Tyler Zeller, Raymond Felton, Ty Lawson und Kendall Marshall.

### Nationalmannschaft
1991 war Williams Assistenztrainer der US-Studentenauswahl, die Gold bei der Universiade gewann. 2004 gehörte er bei den Olympischen Sommerspielen ebenfalls als Assistenztrainer zum Stab der US-Mannschaft und trug in diesem Amt zum Olympiasieg bei.